# Sang-e Sūrākh
Sang-e Sūrākh (persiska: سنگ سوراخ) är en ort i Iran.   Den ligger i provinsen Khorasan, i den nordöstra delen av landet, 700 km öster om huvudstaden Teheran. Sang-e Sūrākh ligger 893 meter över havet och antalet invånare är 182.
Terrängen runt Sang-e Sūrākh är huvudsakligen kuperad, men åt sydväst är den bergig. Runt Sang-e Sūrākh är det ganska glesbefolkat, med 28 invånare per kvadratkilometer. Närmaste större samhälle är Moḩammad Taqī Beyg, 10,0 km väster om Sang-e Sūrākh. Trakten runt Sang-e Sūrākh består i huvudsak av gräsmarker.